# Karin Hansdotter
För andra betydelser, se Karin Hansdotter (olika betydelser).

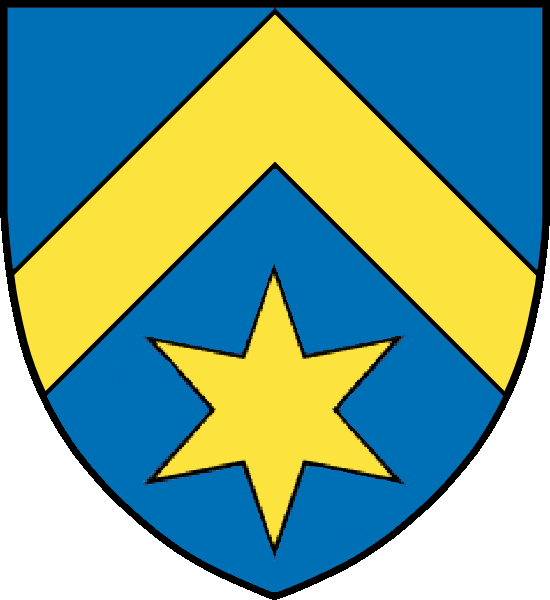
Sparre över stjärna var ett vapenmärke med en heraldisk sparre över en stjärna som fördes av ätterna Buth, Stenbock, Store och Drake af Intorp, vilket kan ha ärvts från Karin Hansdotters mormor, och modifierats till en gyllene sparre, med tre gyllene stjärnor.

Karin Hansdotter, född 1539 i Finland, död 1596 i Närke, var en godsägare i Finland. Hon förde ett vapen med en sparre med tre stjärnor och är mest känd för att ha varit frilla (officiell älskarinna) till hertig Johan, sedermera kung Johan III, med vilken hon fick fyra barn.
Karin Hansdotter var dotter till Hans Klasson, präst i Stockholm och möjligen identisk med munken Hans Kökemäster (Johannes Nicolai Kökemäster, kyrkoherde i Stockholm). Hennes mor var Ingeborg Åkesdotter (Thott), en före detta nunna och oäkta dotter till Åke Hansson Tott, som levde som änka från 1564.

## Biografi

### Föräldrar och härkomst
Karin Hansdotters mor Ingeborg Åkesdotter var dotter till greve Åke Hansson Tott och dennes frilla Ingeborg Åkesdotter, som senare varit gift med en guldsmed och Claes Bardskärare, och kallades "välbördig". Hennes far, Hans Klasson Kökkemäster, var troligen son till en borgare i Stockholm av tyskt ursprung; han var munk i dominikanorden fram till reformationen, då han blev präst. Han avsattes dock senare från sin tjänst på grund av äktenskapsbrott. 
Flera förslag har lagts kring vem som var Ingeborg Åkesdotters far, men enligt pålitliga källor framförda av Hans Gillingstam hette fadern Hans Klasson, och modern Ingeborg Åkesdotter, omtalad i ett skyddsbrev som Erik XIV den 6 juni 1564 utfärdade för Klas Anderssons änka och barn.
I Per Brahe den äldres brev kallas Ingeborg Åkesdotter välbyrdig qvinna och Greta Wieselgren har förmodat, att Ingeborgs fader var Hans Åkessons brorson Åke Klasson (Tott), medan Jully Ramsay gissat på Åke Jöransson (Tott), en annan av Hans Åkesson (Tott)s brorsöner. 
Anders Sandvig uppger i sin översättning Historiske Efterretninger om velfortiente Danske Adelsmænd att Ingeborg Åkesdotter var en oäkta dotter till Hans Åkessons ryktbare son, den 1510 stupade svenske härföraren Åke Hansson, "med et Fruentimmer, navnlig Karen", och att Ingeborgs man Hans, vars patronymikon ej nämns, var präst i Stockholm. Sandvigs uppgift bekräftas av såväl en omkring 1620 tillkommen släkttavla i Svenska Riksarkivet som  från genealogiska anteckningar som nedskrivits av den från 1540-talet hos Gustav Vasa och hans söner anställde Rasmus Ludvigsson, där liksom i brevet från 1564 fadern kallas Hans Klasson, men hans yrke uppges inte, medan Ingeborgs mor uppges ha hetat Kerstin Brodersdotter, och vars föräldrar också nämns. Kerstins far skall ha varit den i slutet av 1400-talet levande häradshövdingen i Ås härad i Västergötland Broder Buth och dennes hustru Märta Knutsdotter, vilken tillhörde den släkt som i sigillet förde sparre över stjärna och varav sedan olika grenar efter från mödernet upptagna vapen introducerats på Riddarhuset med namnen Stenbock och Drake af Intorp.

Hans Gillingstam skriver att Kerstin Brodersdotter enligt Rasmus Ludvigsson och en av honom påtecknad samtida uppteckning, där det uppges att hon skall ha varit gift med en Henrik, och att hon:
| ”                   | hade enn dötter heett Malinn Hindrickz dötter, som nu boendes är i Föllingha i Hallann, och enn dötter heett Lissbeett Hindrickz dötter och en oecta dötter heett Ingebör Åka dötter | „ |
| – Rasmus Ludvigsson | |   |

Gillingstam anser vidare att här ligger förklaringen kring hennes vapensköld;
| ”                  | Därigenom få vi förklaring till att Karin Hansdotter skall ha fört ett vapen med en stjärna under och två över en sparre; hon har tydligen upptagit en modifierad form av sin mormors släkts vapenbild, eftersom fadern ej torde ha varit adlig och morfaderns högadliga Tott-vapen knappast kan ha fått bäras av illegitima avkomlingar. | „ |
| – Hans Gillingstam | |   |

Ytterligare en källa från 1600-talet anför Ingeborg Åkesdotters egenskap av dotter till Åke Hansson (Tott), den sista skrivna sidan i foliovolym 137 i Rålambska samlingen i Kungliga Biblioteket, skriven av Anna Banér, dotter till den vid Linköpings blodbad år 1600 avrättade Gustav Banér:
| ”            | H. Åke Hansson Tott till Biurum hade en oächta dotter heet Ingeborg. Hennes moder war och en oächta adellsmans dotter. Dhen sama dottren Ingeborg satte han i nunneklostret Skooklåster (nu fäldtherrens huus och säterij gref Carl Gustaf Wrangells). När klostret blef förstördt, fick Ingeborg en man heet Hans. Medh honom hade hon 2:ne döttrar, dhen ene nämpd Anna Hansdotter och hon blef prästehustru i Sticktompta. Dhen andra dottren nämpd Karin Hansdotter kom till tiäna i drottning Cathrin Stenbocks håf. Dher kom K: Johan i umgiänge medh henne, så hon begiärade förlof, och så hade K. Johan henne till sitt bohlskap. Medh dhene Karin Hansdotter hade K. Johan dhe 4 barn ut supra | „ |
| – Anna Banér | |   |

Hans Gillingstam avslutar sin redogörelse med:
| ”                  | Det är tydligt, att uppgiften, att Karin Hansdotters far skall ha varit präst, blott förekommer hos Sandvig och i släkttavlan från omkring 1620; att han bott i Stockholm uppger dock även Utter. Såsom betydelsefullt i sammanhanget bör påpekas, att vi faktiskt från andra källor veta, att en Johannes (Hans) Nicolai, emellanåt kallad Kökemäster, på 1520-talet blev kyrkoherde i Stockholm. Enligt Johannes Messenius skall han tidigare ha varit munk i dominikanerklostret i Skara, och samme sagesman uppger, att han på 1530-talet avsattes för äktenskapsbrott | „ |
| – Hans Gillingstam | |   |

### Relationer och barn
Karin Hansdotter anställdes som fatbursjungfru vid Katarina Stenbocks hov år 1550, där hon lärde känna prins Johan. Det är okänt när de inledde sitt förhållande. Enligt Lars Olof Larsson inleddes deras förhållande någon gång i mitten av 1550-talet. Johan hade fått ett eget hushåll i slottet år 1555. Hon begärde avsked och blev med sin förmyndares tillstånd frilla åt Johan. År 1556 är hon bekräftad som Johans officiella frilla (mätress) och levde öppet med honom i Finland på Åbo slott. Hon kallades i slottets räkenskaper för "vår nådiga fru" och fick ett eget hov med kammartärnor, pigor och vänner. Karin följde Johan så långt som till Arboga när han for till England 1559. Året 1560–1561 tillbringade hon med honom i Stockholm, och Karin Hansdotter skall ha levt med hertig Johan under minst fyra år mellan 1556 och 1561, och de fick enligt uppgift fyra barn, varav sonen Augustus Johansson avled redan 1560.
Relationen till Johan upphörde inför hans giftermål med Katarina Jagellonica. Karin mottog flera gods som pension under oktober 1562, och samma höst gifte hon sig med en av hertig Johans bästa vänner, hans hovman Klas Andersson Westgöthe. Hon mottog en hemgift bestående av bland annat väggbonader, mässingsljustakar och engelska tennstop, och flyttade sedan till makens gods Vik i Birkala tillsammans med sin mor och sina två yngsta barn, medan de äldsta stannade hos Johan. 
Hertig Johans konspirationer mot sin bror kung Erik XIV ledde dock till en brytning mellan bröderna, och år 1563 fördes hennes make Klas Westgöthe och deras två äldsta barn med Johan i fångenskap till Sverige efter att Johans uppror mot brodern hade slagits ned och Åbo slott fallit. Klas Westgöte avrättades för landsförräderi, dömd av Erik XIV. Karin råkade i ekonomiska svårigheter efter att ha blivit plundrad av grannar och ortsbor, men hennes egendom återställdes av Erik XIV ett halvår senare, och efter Johans makttillträde som kung 1569 mottog hon ytterligare gods, och bosatte sig på godset Växiö i Kangasala (finska: Vääksy).    
Till granngodset Liuksiala kungsgård anlände den före detta ledamoten af kung Erik XIV:s nämnd 1563, Lars Henriksson Hordeel (död 1591) som nybliven befallningsman över Kumogårds län, och 1572 gifte sig Karin Hansdotter för andra gången med Lars Hordeel, som blev befallningsman i Övre och Nedra Satakunta härad 1576 och ännu 1580, samt ståthållare på Åbo slott.
Lars Hordeel adlades 1576 av Johan, på villkor att han som styvfar åt Johans barn "sig ytterligare härefter med trohet och flit emot oss vår älskelige käre husfru och bägges våra livsarvingar", och Karins barn med hertig Johan, Sofia Johansdotter (Gyllenhielm), Julius Gyllenhielm och Lucretia Johansdotter (Gyllenhielm) blev adlade 1577 med namnet Gyllenhielm.
Maken utnämndes sedan till befallningsman och hennes son Julius till ståthållare på Åbo slott, och Karin tillbringade efter 1580 återigen mycket av sitt liv i Åbo, som husfru på Åbo slott. År 1585 blev hon fostermor till sin dotter Sofias barn vid sin svärsons död fram till att de fördes till Stockholm 1589. Då hon blev änka efter Lars Hordeel död 1591, flyttade hon till sitt gods Växiö i Kangasala vid Tammerfors.

### Godsägare i Finland
Karin Hansdotter fick 1561 rätt att besitta Växiö i Kangasala och Benktilä i Birkala socken, vilka genom testamente till kung Gustaf Vasa kommit undan hennes mans, Klas Westgöthes, släkt. Efter Klas Westgöthes avrättning tog kung Erik XIV genom en skrivelse år 1561 henne i sitt hägn, samt återgav henne 1565 mannens förbrutna gods Kappelstrand i Pargas. Totalt ska hon ha ägt sju finska gårdar, och hon tillbringade sina sista år på som nära granne med Erik XIV:s änka Karin Månsdotter på granngodset Liuksiala.

### Död och eftermäle
Karin Hansdotter tros ha avlidit 1596, under klubbekriget, strax innan rebellerna erövrade och plundrade hennes gods. Hon blev först begravd i Kangasala kyrka men förefaller sedan att ha flyttats till Åbo domkyrka där Juhani Rinne under arkeologiska utgrävningar i domkyrkan 1922 hittade en idag försvunnen gravsten med hennes vapen:
| ”              | Det här vapnet, om än ofullständigt, är helt klart detsamma som veterligen endast använts av finlandsfödda hertiginnan Karin Hansdotter, vars förtjänst det enligt talaren mer än allmänt erkänt är att Finland blev ett hertigdöme för Gustav Vasas favoritson Johan... | „ |
| – Juhani Rinne | |   |

Via dottern från äktenskapet med Klas Andersson Westgöthe, Brita Claesdotter Westgöthe är Karin Hansdotter anmoder till greve Carl Bonde (1648–1699), som är begravd i Spånga kyrka där Karin Hansdotters vapen kan ses i hans epitafium. Eftersom Carl Bonde var stamfader till den grevliga ätten Bonde af Björnö, så hon stammoder till denna grevliga ätt och dess nuvarande huvudman greve Carl Bonde (född 1947) på Hörningsholms slott.
Via sin dotter Sofia Johansdotter (Gyllenhielm), vilken gifte sig med riksrådet Pontus De la Gardie som var svensk ståthållare i Livland (Estland) och Ingermanland, är Karin Hansdotter därmed även anmoder till grevliga ätten De la Gardie med dess fem svenska fältmarskalkar, samt flera andra högadliga adelsätter. En av hennes ättlingar är huvudmannen för ätten De la Gardie i Sverige, greve Carl-Gustaf De la Gardie (född 1946) i Linköping.

## Familj
Karin Hansdotter fick fyra barn med hertig Johan.
1. Sofia Johansdotter (Gyllenhielm), (1556–1583). Hon fick rätten att bära samma vapen som brodern, och fick 57 gårdar i Finland.[2] Gift 1580 med friherren och fältherren Pontus De la Gardie och blev anmoder till flera svenska högadliga ätter. Begravd 1583 i Domkyrkan i Reval, Estland.[5]
2. Augustus Johansson, (1557–1560).
3. Julius Johansson (Gyllenhielm) (1560–nyåret 1580–1581). 1580 utnämnd till befälhavare på Åbo slott. Ogift, men uppges ha blivit trolovad med greve Per Brahe d.ä.:s dotter Karin.
4. Lucretia Johansdotter (Gyllenhielm), (1561–1585). Hon fick 60 gårdar i Finland,[2] och rätten att bära samma vapen som brodern. Ogift, men var trolovad med friherre Karl Gustavsson (Stenbock) (1537?–1609) när hon avled, varefter Stenbock gifte sig med hennes halvsyster Brita Claesdotter Westgöthe.

Med Klas Andersson Westgöthe fick Karin
1. Brita Claesdotter Westgöthe (född 1563), gift med friherre Karl Gustavsson (Stenbock) (1537?–1609).

1572 gifte sig Karin Hansdotter med Lars Henriksson Hordeel (död 1591), vilken adlades 1576 av kung Johan III, och var ståthållare på Åbo slott. De fick fyra kända barn.
1. Margareta Horddel. Gift med fältöversten Johan Benktsson (Sabelhierta)
2. Anna Larsdotter, född omkring 1573, död 1646 på Gennarby i Pojo socken. Gift 1604 med sedermera ståthållaren på Novgorod, Hans Boije af Gennäs (Boije af Gennäs), död 1617. Hon blev 1600 genom skrivelse av hertig Karl tagen i hans furstliga hägn och stadfästad sina föräldrars gods, Växiö och Benktilä.
3. Brita Larsdotter Hordeel. Död 1608. Gift i Bengt Gyltas (?? möjligen Bengt Gyltas gård?), der hon tjent med sin man, med skräddaren och rådmannen i Nyköping Jöns Welamsson på Hadelsö.

## Antavla
Antavlan har till delar skapats med uppgifter från geni.com:
|                                 |  |  |  |  |  |  |  |                                         |  |  |  |  |  |  |  | Klas?                  |  |  |  |  |  |  |  |                                             |  |  |  |  |  |  |  |                                         |
|                                 |  |  |  |  |  |  |  |                                         |  |  |  |  |  |  |  |                        |  |  |  |  |  |  |  |                                             |  |  |  |  |  |  |  |                                         |
|                                 |  |  |  |  |  |  |  | Hans Klasson Kökemäster (Död före 1564) |  |  |  |  |  |  |  |                        |  |  |  |  |  |  |  |                                             |  |  |  |  |  |  |  |                                         |
|                                 |  |  |  |  |  |  |  |                                         |  |  |  |  |  |  |  |                        |  |  |  |  |  |  |  |                                             |  |  |  |  |  |  |  |                                         |
| Katarina Hansdotter (1539-1596) |  |  |  |  |  |  |  |                                         |  |  |  |  |  |  |  |                        |  |  |  |  |  |  |  |                                             |  |  |  |  |  |  |  |                                         |
|                                 |  |  |  |  |  |  |  |                                         |  |  |  |  |  |  |  |                        |  |  |  |  |  |  |  |                                             |  |  |  |  |  |  |  | Åke Axelsson (Tott)                     |
|                                 |  |  |  |  |  |  |  |                                         |  |  |  |  |  |  |  |                        |  |  |  |  |  |  |  |                                             |  |  |  |  |  |  |  |                                         |
|                                 |  |  |  |  |  |  |  |                                         |  |  |  |  |  |  |  |                        |  |  |  |  |  |  |  | Hans Åkesson (Tott) till Bjurum och Frötuna |  |  |  |  |  |  |  |                                         |
|                                 |  |  |  |  |  |  |  |                                         |  |  |  |  |  |  |  |                        |  |  |  |  |  |  |  |                                             |  |  |  |  |  |  |  |                                         |
|                                 |  |  |  |  |  |  |  |                                         |  |  |  |  |  |  |  |                        |  |  |  |  |  |  |  |                                             |  |  |  |  |  |  |  | Märta Bengtsdotter (Vinstorpaätten)     |
|                                 |  |  |  |  |  |  |  |                                         |  |  |  |  |  |  |  |                        |  |  |  |  |  |  |  |                                             |  |  |  |  |  |  |  |                                         |
|                                 |  |  |  |  |  |  |  |                                         |  |  |  |  |  |  |  | greve Åke Hansson Tott |  |  |  |  |  |  |  |                                             |  |  |  |  |  |  |  |                                         |
|                                 |  |  |  |  |  |  |  |                                         |  |  |  |  |  |  |  |                        |  |  |  |  |  |  |  |                                             |  |  |  |  |  |  |  |                                         |
|                                 |  |  |  |  |  |  |  |                                         |  |  |  |  |  |  |  |                        |  |  |  |  |  |  |  |                                             |  |  |  |  |  |  |  | Erik Eriksson (Gyllenstierna) den äldre |
|                                 |  |  |  |  |  |  |  |                                         |  |  |  |  |  |  |  |                        |  |  |  |  |  |  |  |                                             |  |  |  |  |  |  |  |                                         |
|                                 |  |  |  |  |  |  |  |                                         |  |  |  |  |  |  |  |                        |  |  |  |  |  |  |  | Kristina Eriksdotter                        |  |  |  |  |  |  |  |                                         |
|                                 |  |  |  |  |  |  |  |                                         |  |  |  |  |  |  |  |                        |  |  |  |  |  |  |  |                                             |  |  |  |  |  |  |  |                                         |
|                                 |  |  |  |  |  |  |  |                                         |  |  |  |  |  |  |  |                        |  |  |  |  |  |  |  |                                             |  |  |  |  |  |  |  | Kristina Karlsdotter (Bonde)            |
|                                 |  |  |  |  |  |  |  |                                         |  |  |  |  |  |  |  |                        |  |  |  |  |  |  |  |                                             |  |  |  |  |  |  |  |                                         |
|                                 |  |  |  |  |  |  |  | Ingeborg Åkesdotter (Thott) (änka 1564) |  |  |  |  |  |  |  |                        |  |  |  |  |  |  |  |                                             |  |  |  |  |  |  |  |                                         |
|                                 |  |  |  |  |  |  |  |                                         |  |  |  |  |  |  |  |                        |  |  |  |  |  |  |  |                                             |  |  |  |  |  |  |  |                                         |
|                                 |  |  |  |  |  |  |  |                                         |  |  |  |  |  |  |  |                        |  |  |  |  |  |  |  |                                             |  |  |  |  |  |  |  | Erik Buth                               |
|                                 |  |  |  |  |  |  |  |                                         |  |  |  |  |  |  |  |                        |  |  |  |  |  |  |  |                                             |  |  |  |  |  |  |  |                                         |
|                                 |  |  |  |  |  |  |  |                                         |  |  |  |  |  |  |  |                        |  |  |  |  |  |  |  | Broder Buth häradshövding i Ås härad        |  |  |  |  |  |  |  |                                         |
|                                 |  |  |  |  |  |  |  |                                         |  |  |  |  |  |  |  |                        |  |  |  |  |  |  |  |                                             |  |  |  |  |  |  |  |                                         |
|                                 |  |  |  |  |  |  |  |                                         |  |  |  |  |  |  |  | Kerstin Brodersdotter  |  |  |  |  |  |  |  |                                             |  |  |  |  |  |  |  |                                         |
|                                 |  |  |  |  |  |  |  |                                         |  |  |  |  |  |  |  |                        |  |  |  |  |  |  |  |                                             |  |  |  |  |  |  |  |                                         |
|                                 |  |  |  |  |  |  |  |                                         |  |  |  |  |  |  |  |                        |  |  |  |  |  |  |  |                                             |  |  |  |  |  |  |  | Knut Aervidsson (Sparre över stjärna)   |
|                                 |  |  |  |  |  |  |  |                                         |  |  |  |  |  |  |  |                        |  |  |  |  |  |  |  |                                             |  |  |  |  |  |  |  |                                         |
|                                 |  |  |  |  |  |  |  |                                         |  |  |  |  |  |  |  |                        |  |  |  |  |  |  |  | Märta Knutsdotter                           |  |  |  |  |  |  |  |                                         |
|                                 |  |  |  |  |  |  |  |                                         |  |  |  |  |  |  |  |                        |  |  |  |  |  |  |  |                                             |  |  |  |  |  |  |  |                                         |
|                                 |  |  |  |  |  |  |  |                                         |  |  |  |  |  |  |  |                        |  |  |  |  |  |  |  |                                             |  |  |  |  |  |  |  | Kerstin Bengtsdotter (Sparre över blad) |
|                                 |  |  |  |  |  |  |  |                                         |  |  |  |  |  |  |  |                        |  |  |  |  |  |  |  |                                             |  |  |  |  |  |  |  |                                         |